# Byeonsanbando nationalpark
Byeonsanbando nationalpark ligger i västra Sydkorea i kommunen Buan-gun i provinsen Norra Jeolla vid havet.
Nationalparken som inrättades 1988 täcker en yta av 154,7 km². Den ligger på en halvö och dessutom ingår de angränsande havsområden. Den dominerande bergarten på halvöns centrala del är ryolit som bildades vid ett vulkanutbrott under kritperioden. I nationalparken registrerades 996 olika djurarter och 877 arter av kärlväxter. Det finns platser där växtligheten består av levermossor, adonisar och Lycoris aurea samt andra ställen med en blandning av Ilex cornuta, japansk järnek, magnolior och vinterbuske.
Naturskyddsområdet besöks varje år av 1,5 miljoner personer.